# コンピ指数
コンピ指数（コンピしすう）とは、日刊スポーツ新聞の中央競馬面で掲載している出走馬の能力指数。

## 概要・歴史
- 明確な誕生時期は不明とされているが、事実上1970年代から掲載されていた「コンピュータオッズ」という予想オッズの一覧が前身とされ、1979年にそれらを元にはじき出した予想した出目を掲載した「コンピュータ予想にチャレンジ!」という記事が東京本社版（東日本）掲載されていた。当初はこのコンピュータ予想と読者の予想を対決するコーナーがあったが、程なくして対決色はなくなり読者にはこのコンピュータ予想をどのように活用しているかについての投書を募集していたといわれている。
- 1991年に馬番連複（馬連）が中央競馬に導入されると、各出走馬の能力を示す指数として、今日まで続く「コンピ指数」の連載が始まった。初めは東京版のみであったが、1995年に大阪本社版（西日本）も独自に算出したコンピ指数を掲載。そのため、全国全レース発売が導入されてしばらくしても、東京と大阪では全く異なるコンピの見解が出ることも頻繁にあった。
- 2005年に指数の掲載方式を見直し、東日本分は東京、西日本分は大阪のそれぞれの本社が予想する指数を全国同時に掲載するようになった。[1]

## 指数の使い方
指数は最低40点～90点満点までの範囲で、それぞれのレースの馬の能力を数値化し、順位のランク付けをしている。満点の90に近づけばそれになるほど、その馬の連帯率が高くなるが、指数第1位が60-70台の数値しかないと、2位以下の馬たちと力の差がない接戦とみなされる場合もある。
このため、予想を立てる場合は、指数上位から流すのが基本であり、過去のレース結果などを参考にして応用した予想を立てることも推奨している。またその日の指数の入選傾向などを基として、大穴狙いの指数を探すファンもいるなど、その使い方は多岐にわたるとされている。

## 書籍
- これらコンピ指数を応用した競馬ファン・研究家が多数著書を発表。
- 日刊スポーツ自身も日刊スポーツ出版社から「コンピ指数データバイブル」と題した四季報を発売している。

## 類似の指数
- スピード指数（競馬雑誌やデイリースポーツ新聞社関西版等多くの競馬関連の新聞・雑誌で掲載）